# Transcamerunese
La Transcamerunese, principale linea ferroviaria del Camerun, collega Douala a Ngaoundéré passando per la capitale Yaoundé ed è attualmente gestita dalla Camrail, 
società del gruppo "Comazar" che ha ottenuto dal 1999 e per 20 anni la concessione per l'esercizio.

## Storia

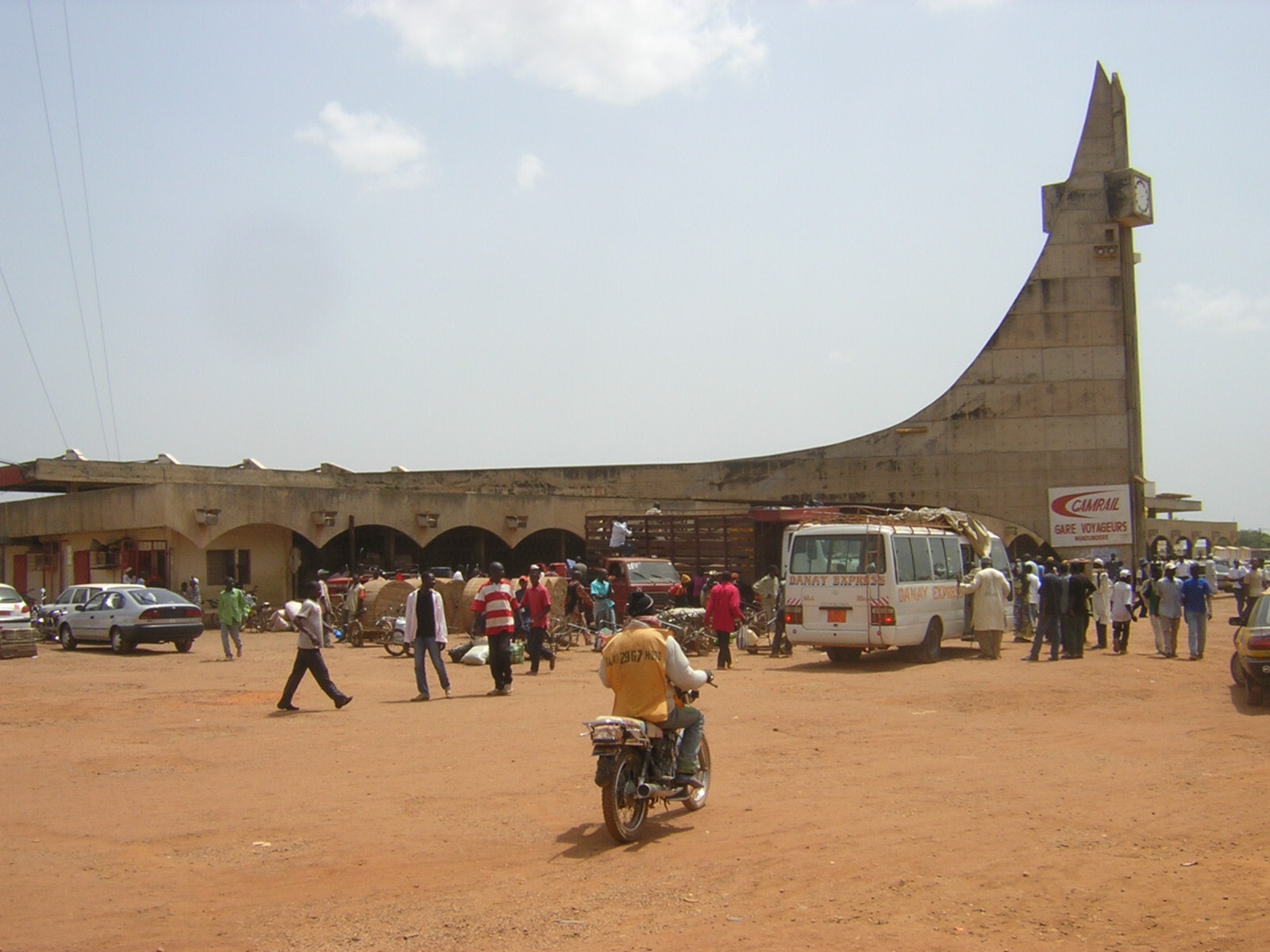
Stazione di Ngaoundéré

In Camerun i primi binari furono collocati attorno al 1900 per la costruzione della tratta ferroviaria Douala-Nkongsamba, primo troncone della linea Douala-Yaoundé ultimata nel 1930 e parte della futura transcamerunese.
Il secondo troncone, Yaoundé-Ngaoundéré, cominciato nel 1964 è stato completato 10 anni dopo con l'inaugurazione della Transcamerunese, affidata alla "Regifercam", acronimo di Régie des Chemins de fer Camerounais, società ferroviaria nazionale del Camerun.
Nel 1999 il governo nazionale, in seguito alla gestione semifallimentare della Regifercam, consegna l'esercizio della ferrovia alla Camrail, come già accennato.

## Esercizio
Attualmente la Transcamerunese misura 918 km, è costituita da 2 tronconi (la Douala-Yaoundé di 265 km e la Yaoundé-Ngaoundéré di 653 km) e la percorrenza totale del tragitto oscilla tra 15 e 20 ore.